# Кануън
Кануън или Кануъндо (на чосонгъл:강원도, правопис по системата на Маккюн-Райшауер Kangwŏn, Kangwŏn-do) е провинция в южната част на Северна Корея. До 1945 г. е част от по-голяма провинция със същото название, чиято южна част днес се намира на територията на Южна Корея.

## Обща характеристика
Населението на провинцията е около 1,48 млн. души по данни от 2005. Столица на провинцията е град Уънсан. Площта възлиза на 11 255 кв. км, с гъстота на населението 131 души/кв. км.

## Административни единици

### Градове
- Уънсан
- Мънчхон

### Общини
- Анбьон
- Чхандо
- Чхорвон
- Чхоне
- Хоеян
- Ичхон
- Кимхва
- Косан
- Косон
- Кумган
- Пхангьо
- Поптон
- Пхьонган
- Сепхо
- Тхончхон

## Икономика
В Канвон се намират редица предприятия, собственост на южнокорейски компании. През 2002 г. от Кануън е отделен специалният Туристически регион Къмгансан. Планинските вериги, намиращи се на територията ѝ, са богати на ценни минерали.

## Други
На територията на Кануън има няколко ракетни бази и площадки.